# 分點 (天球座標)
分點，在天文學中是天球上黃道與天球赤道相交的兩個交點之一。雖然有兩個這樣的交點，但與太陽的升交點相關的分點被用做為天球座標系統的傳統原點，簡稱為「春分點」。與春分和秋分常見用法不同，天體座標系的分點是空間中的一個方向，而不是時間中的一個時刻。
在大約25,800年的週期中，由於擾動力，春分點相對於天球向西移動；因此，為了定義坐標系，有必要指定與選擇春分點的日期。這個日期不應該和曆元混淆。天體顯示了真實的運動，如軌道和自行，曆元定義了天體位置適用的日期。因此，天體座標的完整規範需要分點和曆元的日期。
現時使用的標準春分和曆元是J2000.0，即2000年1月1日12:00TT。首字元「J」表示這是一個儒略紀元。之前的標準春分和曆元是B1950.0，首字元「B」表示它是貝塞爾紀元。在1984年之前，人們使用貝塞爾春分和紀元。從那時起，儒略分點和紀元就被使用了。

## 分點的運動

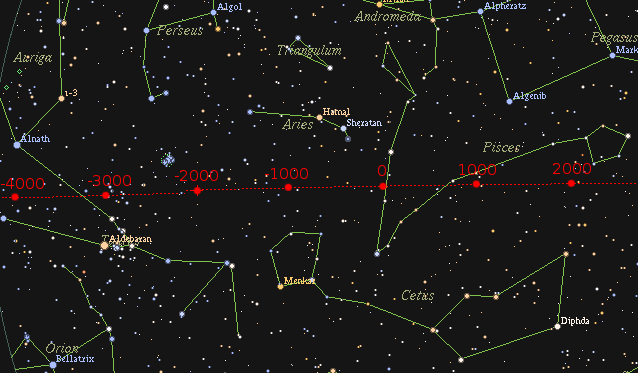
分點的進動

因為隨著時間的推移，分點相對於遙遠的恒星處於不同的位置，因此分點在移動。因此，多年來，甚至在幾十年的時間裏，恆星目錄將列出不同的星曆表 。這是由於進動和章動，兩者都可以建模，以及其它只能通過觀測確定的微小擾動力，因此在天文年鑒中表列出。

### 歲差
西元前129年，喜帕恰斯首次注意到春分點的歲差（進動），當時他注意到了角宿一相對於春分點的位置，並將其與西元前273年提莫恰里斯觀察到的位置進行了比較。這是一項為期25,800年的長週期運動。

### 章動
章動是黃道平面的振盪。它最早是由詹姆斯·布拉德利觀察到的，是恆星赤緯的變化。布拉德利於1748年發表了這一發現。因為他沒有足够精確的時鐘，布拉德利沒有意識到章動對晝夜平分點沿天球赤道運動的影響，儘管這在當今是章動更重要的方面。章動的振盪週期為18.6年。

## 分點和紀元

### 貝塞爾分點和紀元
貝塞爾曆元以德國數學家和天文學家弗里德里希·威廉·貝塞爾（1784-1846）的名字命名，是一個基於365.242198781天的「貝塞爾年」的曆元，這是在太陽經度恰好為280°的點量測的回歸年。自1984年以來，貝塞爾春分和曆元已被儒略分點和曆元所取代。現時的標準春分和曆元是J2000.0，這是一個儒略曆元。
貝塞爾曆元的計算公式如下：
B = 1900.0 + (儒略日 − 2415020.31352) / 365.242198781
之前的標準春分和曆元是B1950.0，一個貝塞爾曆元。
由於恆星的赤經和赤緯由於歲差而不斷變化，天文學家總是參考特定的春分點來指定這些值。歷史上使用的貝塞爾分點包括B1875.0、B1900.0、B1925.0和B1950.0。官方的星座邊界是在1930年使用B1875.0定義的。

### 儒略分點和曆元
儒略曆元是基於365.25天的儒略年。自1984年以來，儒略曆元比早期的貝塞爾曆元更受歡迎。
儒略曆元的計算公式如下：
J = 2000.0 + (儒略日 − 2451545.0)/365.25
現時使用的標準春分和曆元是J2000.0，對應於2000年1月1日12:00TT。

#### J2000.0
J2000.0曆元正是2451545.0 TT（地球時），即2000年1月1日中午TT。這相當於2000年1月1日11:59:27.816TAI，或2000年1日11:58:55.816UTC。
由於恆星的赤經和赤緯由於歲差而不斷變化（對於相對較近的恆星，由於自行），天文學家總是參考攷定的曆元來指定這些。早期使用的標準曆元是B1950.0曆元。
當J2000的「平均」赤道和春分點用於定義天體參考系時，該參考系也可以表示為J2000座標或簡稱為J2000。這與國際天球參考系（ICRS）不同：J2000.0的平均赤道和春分點與ICRS不同，精度較低，但與ICRS一致，前者的精度有限。使用「平均」位置意味著章動被平均或省略。這意味著在J2000.0曆元，地球的旋轉北極並不完全指向J2000天極；曆元的真正極點偏離了平均極點。同樣的差異也適用於分點。
首字元中的「J」表示它是儒略分點或曆元，而不是貝塞爾分點或曆元。

### 日期的分點
表達「分點（和黃道/赤道）日期」有特殊含義。這個參考系是由黃道和天球赤道在指定其它天體（通常是太陽系天體）位置的日期/曆元的位置定義的。

### 其它分點及其對應的曆元
其它使用的分點和曆元包括：
- 波昂星表使用，由弗里德里希·阿格蘭德創立的B1855.0。
- HD星表使用B1900.0。
- 星座邊界於1930年沿著B1875.0曆元的赤經和赤緯線定義。
- 偶爾會使用非標準分點，如B1925.0和B1970.0。
- 依巴谷星表使用國際天球參考系（ICRS）坐標系（本質上是[需要解释]J2000.0分點），但使用的是J1991.25曆元。對於具有顯著自行的天體，假設曆元為J2000.0會導致較大的位置誤差。假設分點為J1991.25，幾乎所有天體都會出現較大誤差[11]。

軌道要素的曆元和分點通常以幾種不同的格式在地球時中給出，包括：
- 格里曆日期與24小時時間：2000年1月1日12:00 TT
- 格里曆日期（含小數日）：2000年1月1.5日TT
- 儒略日含小數日：JDT 2451545.0
- NASA/NORAD的兩行元素格式，帶小數日：00001.500000000

## 恆星時和平均分點
恆星時是春分點的時角。然而，有兩種類型：如果使用平春分點（僅包括歲差），則稱為平恆星時；如果使用真春分點（春分點在給定時刻的實際位置），則稱為視恆星時。這兩者之間的差異被稱為均分差（equation of the equinoxes），並在《天文年鑒》中列出。
一個相關的概念被稱為零點差（英語：equation of the origins），即天體中間起源和春分點之間的弧長。或者，零點差是地球自轉角度和格林尼治視恆星時之間的差值。

## 分點在天文學中的作用逐漸减弱
在現代天文學中，黃道和分點作為所需甚至方便的參考概念的重要性正在降低（然而，春分在民間運用中仍然很重要，特別是在定義季節方面。）。這有幾個原因。一個重要的原因是，很難準確地定義黃道是什麼，甚至在文獻中關於這也有一些混淆。它應該以地球的質心為中心，還是以地月重心為中心？
此外，隨著國際天球參考系的引入，所有遠近的物體都從根本上與基於非常遙遠的固定電波源的大坐標系相關聯，原點的選擇是任意的，並且是為了方便手頭的問題而定義的。天文學中沒有需要定義黃道和分點的重大問題。

## 外部連結
- Celestial Coordinate System, UTK